# Кордовський халіфат
Кордовський халіфат (араб. خلافة قرطبة, ісп. Califato de Córdoba, кат. Califat de Còrdova) — держава на Піренейському півострові, що існувала між 929 та 1031 роками.
Кордовський халіфат було засновано 929 року, коли Абд ар-Рахман III прийняв титул халіфа. Столицею халіфату було місто Кордова. Після 1031 року халіфат розколовся на кілька еміратів, найзначнішим з яких був Гранадський емірат, яким мусульманські володарі керували до 1492 року.

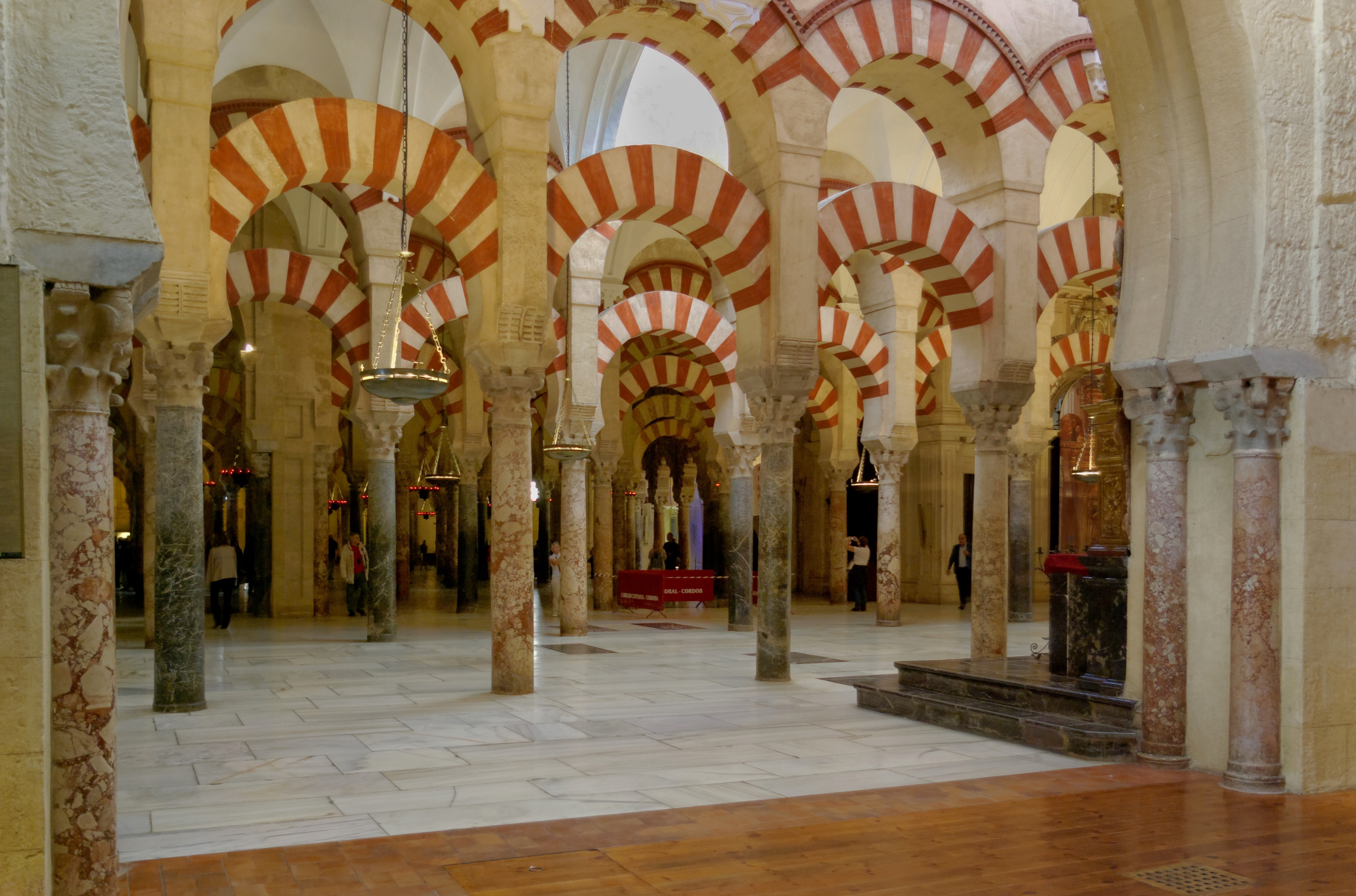
Велика мечеть у Кордові — головна мечеть Кордовського халіфату. Зараз — католицький храм.

Період розквіту Кордовського халіфату припадає на X ст. Абд ар-Рахман III не лише об'єднав Аль-Андалус, але й узяв під свій контроль християнські королівства на півночі Піренейського півострова. Абд-ар-Рахман III також зупинив просування у Марокко та на Піренеях Фатімідів. У цей період посилилися дипломатичні стосунки з північноафриканськими племенами, північноіберійськими християнськими королівствами, з Францією, Німеччиною та Константинополем. Після смерті Абд-ар-Рахмана III 961 року халіфом став його син, 47-річний Аль-Хакам II, який продовжив політику свого батька.
Смерть Аль-Хакама II 976 року стала початком кінця Кордовського халіфату. Перед своєю смертю Аль-Хакам II зробив офіційним спадкоємцем свого 14-річного сина Гішама II (976—1008). Насправді замість Гішама II державою керував радник Аль-Хакама ібн-Абі Амір.
Титул халіфа став символічним. У халіфаті розпочалися заворушення, з'явилося багато нелегітимних претендентів на престол. Останнім халіфом був Гішам III (1027—1031). Остаточно халіфат розпався на незалежні мусульманські держави (тайфи) 1031 року.

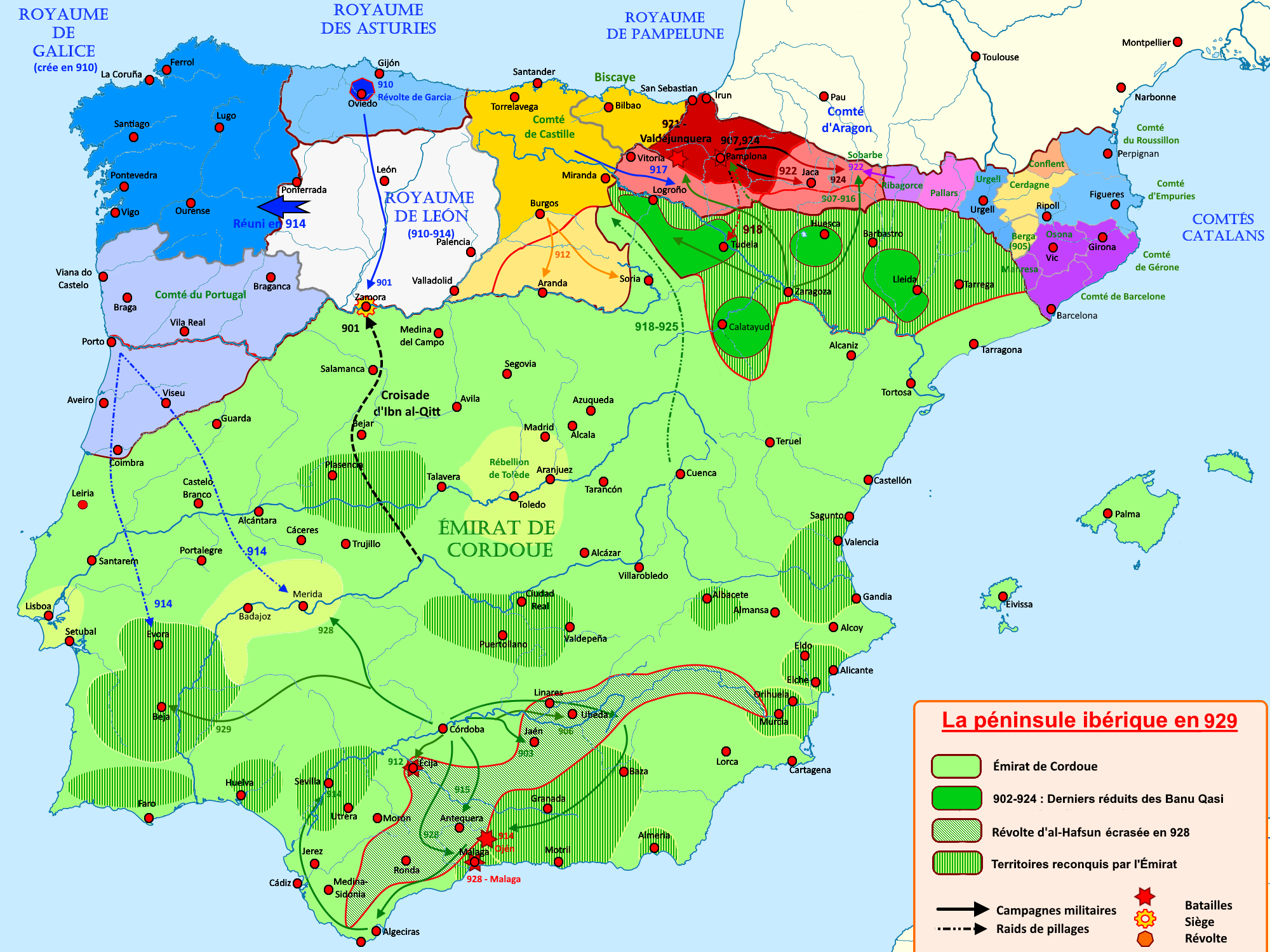
Кордовський емірат з 900 по 929 рік
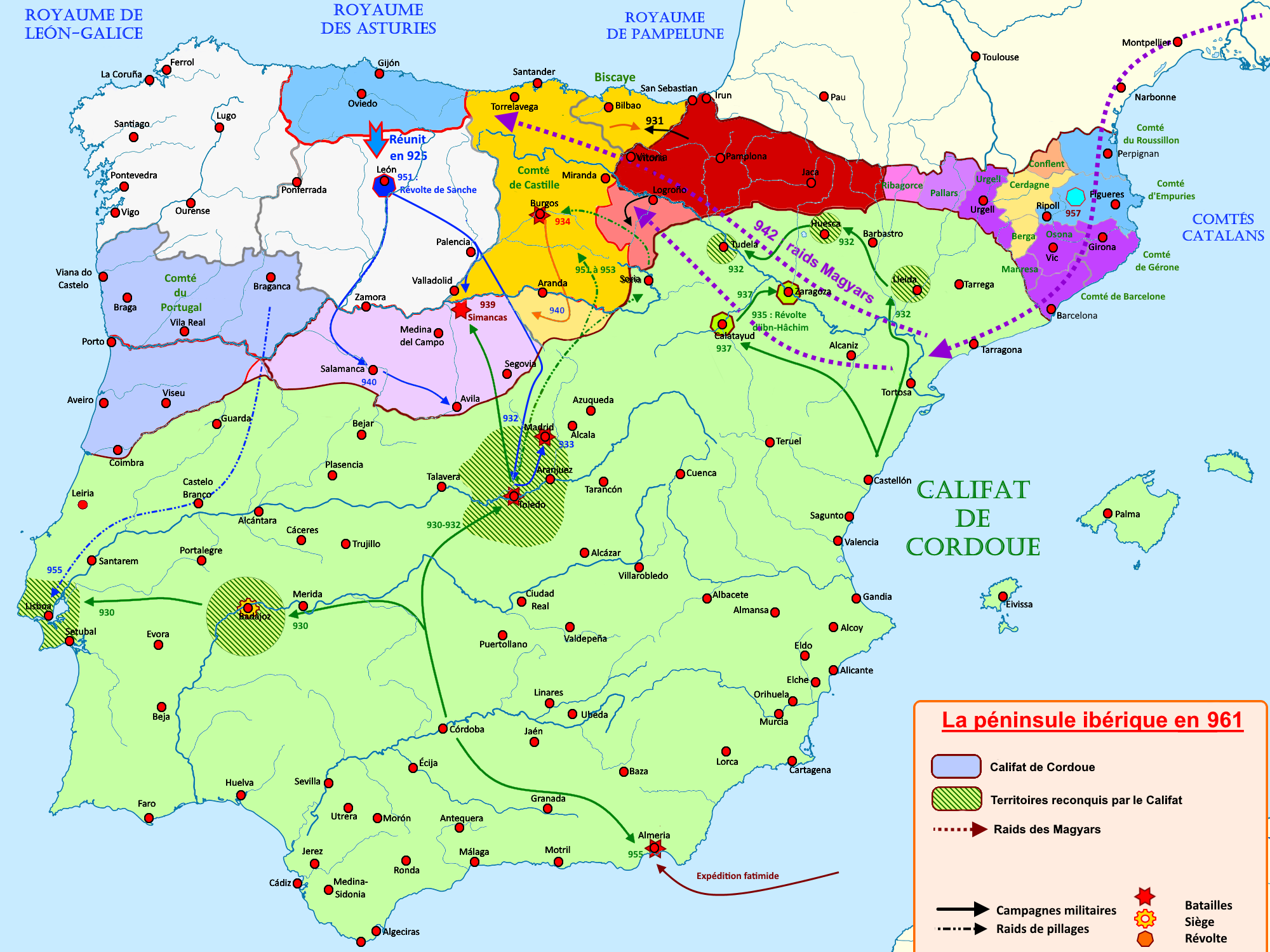
Кордовський халіфат з 929 по 961 рік
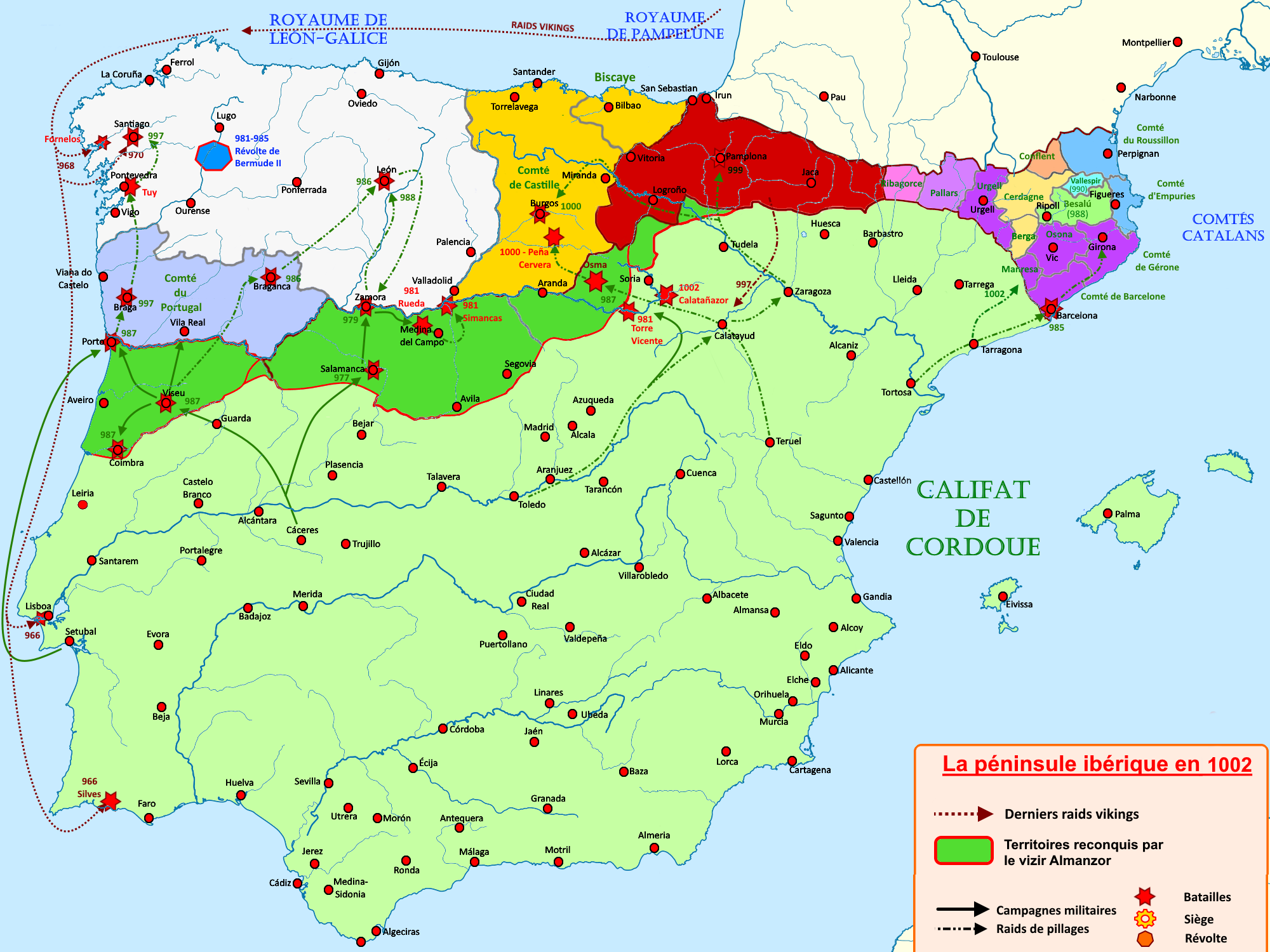
Завоювання Кордовського халіфату під керівництвом Аль-Мансура з 961 по 1002 рік
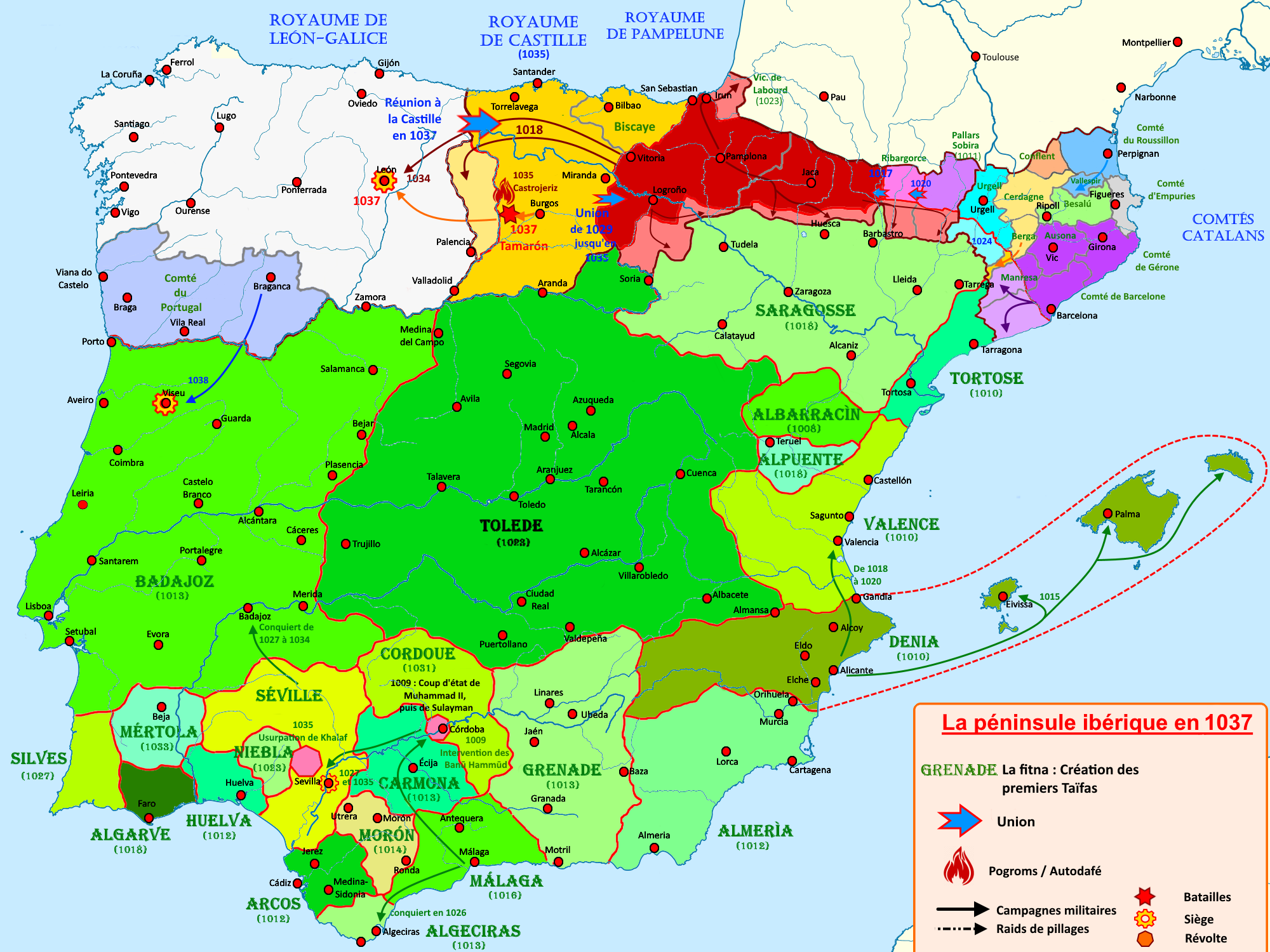
Розпад халіфату з 1002 по 1031 рік

## Слов'яни у халіфаті
Важливим фактом є те, що високі державні посади в Кордовському халіфаті займали ас-сакаліба, слов'яни, вихідці зі слов'янських земель і, зокрема, із земель сучасної України, які служили в арміях або були продані в неволю в Ромейській імперії і які переходили на бік арабів-мусульман, часто при цьому приймаючи іслам.